# Myrciariamyia bivalva
Myrciariamyia bivalva är en tvåvingeart som beskrevs av Maia 1995. Myrciariamyia bivalva ingår i släktet Myrciariamyia och familjen gallmyggor. Inga underarter finns listade i Catalogue of Life.